# Horacio Gramajo
Horacio Antonio Gramajo Atucha (Buenos Aires, 10 maggio 1900 – Buenos Aires, 8 aprile 1943) è stato un bobbista argentino.

## Biografia
Figlio di Arturo Gramajo Cárdenas, sindaco di Buenos Aires nel 1915-1916, e della miliardaria María Adela Atucha Saraza, visse probabilmente a Parigi insieme al fratello maggiore Arturo Gramajo.
Insieme al fratello Arturo si unì alla nazionale di bob dell'Argentina per partecipare alle Olimpiadi invernali Sankt Moritz 1928, dove disputò una gara eccezionalmente buona, mancando la medaglia di bronzo per solo un secondo.
Sposò Raquel González Prado, da cui nacque il figlio Horacio Arturo Eloy nel gennaio 1943; due mesi dopo Horacio morì per avvelenamento causato dal consumo di funghi andati a male che coltivava nel giardino dell'albergo in cui viveva a Buenos Aires, all'incrocio tra le vie Posadas e Callao (lo stesso giornò morì anche il cuoco dell'albergo per lo stesso motivo).